# Bodenrod
Bodenrod is een plaats in de Duitse gemeente Butzbach, deelstaat Hessen, en telt 368 inwoners (2006).